# Zugführer

Parche de cuello del Zugführer de la Volkssturm.

El Zugführer (traducido al español como, Jefe de Sección o Jefe de Pelotón) es un nombramiento militar de origen alemán para un líder de una subunidad, por ejemplo, líder de pelotón, perteneciente al grupo de rango de Suboficial. Un Zugführer dirige u ordena normalmente una subunidad que se llama en idioma alemán: Zug (en español: pelotón, sección o destacamento).

## Uso en Alemania
Un Zugführer (ZgFhr) de la Bundeswehr es una designación. El Zugführer es un líder de subunidad y comanda un Zug (en el siguiente pelotón) que, dependiendo del servicio, rama o rama de servicio, normalmente contiene de 30 a 60 miembros de servicio o soldados. El pelotón Bundeswehr consta de algunos grupos; algunos pelotones construyen una compañía (infantería), batería (artillería) o escuadrón (Fuerza Aérea). 
A la designación de Zugführer se le puede asignar normalmente un oficial (segundo teniente del primer teniente del pelotón I. y II, de una compañía), o un experimentado epee-NCO portuario con el rango Hauptfeldwebel o Stabsfeldwebel (III. Y IV. Pelotón de una empresa). Sin embargo, en el comando especial alemán y las tropas de apoyo (en alemán: Führungsunterstützungstruppen) al líder del pelotón también se le puede nombrar un capitán de rango OF2 o un experimentado NCO Oberstabsfeldwebel (OR9) también.
En los escuadrones voladores de todas las ramas militares de la Bundeswehr, el comandante/líder de vuelo designado (en alemán: Schwarmführer) es aproximadamente equivalente al líder del pelotón. Asignado será un capitán de rango OF2 o un oficial de personal, porque los oficiales piloto ellos mismos normalmente son rangos de oficiales. 
En las academias militares alemanas, la designación del nombramiento apropiada es Hörsaalleiter (líder de la sala de conferencias), y se complementa con un oficial. 

### Tercer Reich
El título de Zugführer también fue un título militar del Tercer Reich que se asocia con mayor frecuencia con el Volkssturm. Traducido como "Líder de pelotón/sección", un Zugführer de la Volkssturm supervisaba una formación de Volkssturmmann del tamaño de un pelotón. Un pelotón del ejército es inusualmente dirigido por un Leutnant (teniente segundo o subteniente), por lo tanto, este rango era similar a ese nivel. No había un uniforme establecido para el rango, aparte de cualquier uniforme militar o ropas civiles ya utilizadas en particular por el titular de la posición. Zugführer fue además un título posicional regular utilizado tanto en el Heer (ejército regular) como en las Waffen-SS. 

#### Insignias

Parche de cuello de la Volkssturm
Correa del hombro del Postschutz
Correa de hombro del Luftschutzpolizei

## Uso en Suiza
En el Ejército de Suiza el Zugführer (en español: Líder de pelotón) es una designación así. Aquí el pelotón está dirigido por un segundo teniente o primer teniente de rango OF1. En casos excepcionales se le puede asignar un Zugführerstellvertreter (diputado líder del pelotón) con el rango Oberwachtmeister. Los pelotones de las nuevas tropas logísticas de Schweizer Armee serán comandados por el llamado Logistikzugführer (Log Zfhr) con el rango de Ayudante-Unteroffizier (en español: Ayudante-NCO). 

## Uso en Austria
A diferencia de Alemania y Suiza, en el Bundesheer austríaco, la designación de líder de pelotón es Zugskommandant. No debe mezclarse con el rango alistado Zugsführer